# 堀真樹
堀 真樹（ほり まさき、1974年5月1日 - ）は、日本の元俳優。当時の所属事務所は、BAC CORPORATION。

## 経歴
1992年に映画「薄れゆく記憶のなかで」の主演で俳優デビューする。1995年の映画「君を忘れない」での高い演技力を評価され、ドラマへの出演が増えるも、2000年に引退。その後は、都内で移動カフェ「TOWERING FEEL CAFE」を経営する。現在はその後身として恵比寿のカフェレストラン「GMT（greenwich meal time）」となっている。

## 出演

### テレビドラマ
- ボクたちのドラマシリーズ「17才-at seventeen-」（1994年、フジテレビ） - 本城司 役
- ヘルプ!（1995年、フジテレビ）
- 金曜エンタテイメント「おふくろの挑戦」（1996年6月14日、フジテレビ） - 主演
- コーチ（1996年、フジテレビ） - 石井武志 役
- 踊る大捜査線 最終話「青島刑事よ永遠に」（1997年3月18日、フジテレビ） - 白石 役
- 土曜ワイド劇場（テレビ朝日）
  - 「終着駅 街 新宿-伊豆連鎖殺人の謎!」（1997年3月22日） - 山地繁樹 役
  - 「警察署長」（1997年9月6日）
- ひとつ屋根の下2（1997年、フジテレビ） - 根本裕司 役
- コーチ スペシャル（1997年10月9日、フジテレビ）
- ラブジェネレーション（1997年、フジテレビ）
  - ラブジェネレーション'98（1998年4月6日）
- はみだし刑事情熱系スペシャル（1997年12月24日、テレビ朝日）
- 恋はあせらず 第10話「ピンチはチャンス」（1998年6月17日、フジテレビ） - 有栖川光博 役
- リップスティック（1999年、フジテレビ） - 吉岡 役
- はみだし刑事情熱系 第4シリーズ 第5話「哀しき殺人メール! 涙の叫びは届くのか」（1999年11月3日、テレビ朝日） - 小野塚重明 役
- 悪いオンナ「地獄へのカクテル」（1999年、TBS） - 哲法 役

### 映画
- 薄れゆく記憶のなかで（1992年、日本ヘラルド） - 鷲見和彦 役
- 勝利者たち（1992年、東宝） - 池谷修史 役
- 君を忘れない（1995年、日本ヘラルド） - 森誠 役
- Ekiden 駅伝（2000年、東映） - 村橋渉 役